# Mont-Lozère-et-Goulet
Mont-Lozère-et-Goulet – gmina we Francji, w regionie Oksytania, w departamencie Lozère. W 2013 roku liczba ludności wynosiła 1051 mieszkańców. 
Gmina została utworzona 1 stycznia 2017 roku z połączenia sześciu ówczesnych gmin: Bagnols-les-Bains, Belvezet, Le Bleymard, Chasseradès, Mas-d'Orcières oraz Saint-Julien-du-Tournel. Siedzibą gminy została miejscowość Le Bleymard.